# ستاره‌های من
ستاره‌های من (انگلیسی: My Stars) یک فیلم کوتاه کمدی به کارگردان راسکو آرباکل است که در سال ۱۹۲۶ منتشر شد.

## گزیدهٔ بازیگران
- جانی آرتور
- فلورنس لی
- ویرجینیا وَنس
- جرج دیویس
- گلن کاوندر